# Liste von Tangomusikern

## A
- Alberto Acuña (1896–1975), Sänger, Gitarrist und Komponist
- Carlos Acuña (1915–1999), Sänger
- Eduardo Adrián (1923–1990), Sänger, Komponist, Autor, Journalist
- Antonio Agri (1932–1998), Violinist, Komponist und Bandleader
- José María Aguilar (1891–1951), Gitarrist und Komponist
- Julio Ahumada (1916–1984), Bandoneonist, Komponist und Bandleader
- Anselmo Aieta (1896–1964), Bandoneonist, Komponist und Bandleader
- Enrique Alessio (1918–2000), Bandoneonist, Arrangeur und Komponist
- Carlos Almada (1918–1982), Sänger
- Oscar Alonso (1912–1980), Sänger
- Francisco Amor (1905–1976), Sänger, Komponist und Schauspieler
- Alberto Arenas (1910–1988), Sänger
- Imperio Argentina (1906–2003), Sängerin und Schauspielerin
- Ernesto Ariel (* 1948), Sänger
- Eduardo Arolas (1892–1924), Bandoneonist, Komponist und Bandleader
- Manuel Aróztegui (1888–1938), Pianist und Komponist
- Roberto Arrieta (1915–1978), Sänger und Komponist
- Héctor Artola (1903–1982), Bandoneonist, Arrangeur und Bandleader
- Daniel Aste (* 1947), Sänger
- Alfredo Attadía (1914–1982), Bandoneonist, Arrangeur, Komponist und Bandleader
- Carmelita Aubert (1912–1979), Sängerin
- Mariana Avena (1955–2016), Sängerin
- Roberto Ayala (* 1943), Sänger
- Príncipe Azul (1901–1935), Sänger

## B
- Bajofondo Tango Club, Band
- Simón Bajour (1928–2005), Violinist
- Emilio Balcarce (1918–2011), Violinist, Bandoneonist, Komponist, Arrangeur und Bandleader
- Amelita Baltar (* 1940), Sängerin
- Hugo Baralis (1914–2002), Violinist, Arrangeur und Bandleader
- Guillermo Barbieri (1894–1935), Sänger, Gitarrist und Komponist
- Agustín Bardi (1884–1941), Violinist, Pianist und Komponist
- José Basso (1919–1993), Pianist, Komponist und Bandleader
- Alfredo Belusi (1925–2001), Sänger
- Carlos Bermúdez (1918–1993), Sänger
- Paquita Bernardo (1900–1925), Bandoneonistin und Komponistin
- Arturo Bernstein (1882–1935), Pianist, Gitarrist, Bandoneonist, Komponist
- Elba Berón (1930–1994), Sängerin
- Raúl Berón (1920–1982), Sänger
- Augusto Berto (1889–1953), Bandoneonist, Komponist und Bandleader
- Alfredo Bevilacqua (1874–1942), Pianist und Komponist
- Gustavo Beytelmann (* 1945), Pianist und Komponist
- Roque Biafore (1896–1975), Bandoneonist
- Rodolfo Biagi (1906–1969), Pianist, Komponist und Bandleader
- Antonio Bonavena (1896–1960), Bandoneonist, Komponist und Bandleader
- Miguel Bonano (1907–2001), Bandoneonist, Komponist und Bandleader
- Luis Borda (* 1955), Gitarrist, Komponist und Bandleader
- Sofía Bozán (1904–1958), Sängerin und Schauspielerin
- José Bragato (1915–2017), Cellist, Pianist, Komponist und Arrangeur
- Luis Brighenti (1906–1984), Pianist, Komponist und Bandleader
- Mario Bustos (1924–1980), Sänger
- Manuel Buzón (1904–1954), Pianist, Sänger, Komponist und Bandleader

## C
- Jorge Caldara (1924–1967), Bandoneonist, Komponist und Bandleader
- Miguel Caló (1907–1972), Bandoneonist, Komponist und Bandleader
- Roberto Caló  (1913–1985), Pianist, Sänger, Komponist, Bandleader und Schauspieler
- Juan Cambareri (1916–1992), Bandoneonist, Komponist und Bandleader
- Aldo Campoamor (1914–1968), Sänger
- Manuel Campoamor (1877–1941), Pianist und Komponist
- Enrique Campos (1913–1970), Sänger
- Francisco Canaro (1888–1964), Violinist, Komponist und Bandleader
- Juan Canaro (1892–1977), Bandoneonist, Komponist und Bandleader
- José Canet (1915–1984), Gitarrist und Komponist
- Adolfo Carabelli (1893–1947), Pianist, Komponist und Bandleader
- Alberto Caracciolo (1918–1994), Bandoneonist, Komponist und Bandleader
- Enrique Carbel (1917–1945), Sänger und Komponist
- Luis Cardei (1944–2000), Sänger
- Mercedes Carné (1908–1988), Sängerin
- Carlos Casado (* 1939), Sänger
- Jorge Casal (1924–1996), Sänger
- Horacio Casares (1932–2009), Sänger
- Alberto Castellanos (1892–1959), Komponist und Bandleader
- Alberto Castillo (1914–2002), Sänger
- Samuel Castriota (1885–1932), Pianist, Gitarrist, Komponist und Bandleader
- Roberto Chanel (1914–1972), Sänger und Komponist
- Charlo (1905–1990), Sänger, Pianist, Komponist und Schauspieler
- Gabriel Clausi (1911–2010), Bandoneonist, Komponist und Bandleader
- Juan Carlos Cobián (1896–1953), Pianist, Komponist und Bandleader
- José Colángelo (* 1940), Pianist und Komponist
- Abel Córdoba (* 1941), Sänger
- Humberto Correa (1904–1964), Gitarrist
- Luis Correa (1928–1992), Sänger
- Ignacio Corsini (1891–1967), Sänger
- Carlos Cristal (1942–2011), Sänger
- Cuarteto Rotterdam, Band

## D
- Alfredo Dalton (1929–1998), Sänger
- José Dames (1907–1994), Bandoneonist und Komponist
- Angel D’Agostino (1900–1991), Pianist und Bandleader
- Juan D’Arienzo (1900–1976), Violinist, Bandleader und Komponist
- Carlos Dante (1906–1985), Sänger
- Héctor Darío (1938–2013), Sänger
- Dorita Davis (1906–1980), Sängerin
- Alfredo De Angelis (1910–1992), Pianist, Komponist und Bandleader
- Arturo De Bassi (1890–1950), Pianist, Klarinettist
- Francisco De Caro (1898–1976), Pianist und Komponist
- Julio De Caro (1899–1980), Violinist, Komponist und Bandleader
- Elvira De Grey’s (1926–1993), Sängerin
- Ernesto De la Cruz (1898–1985)
- María de la Fuente (1918–2013), Sängerin
- Hugo del Carril (1912–1989), Sänger, Schauspieler und Kinodirektor
- Enrique Delfino (1895–1967), Pianist und Komponist
- Olga Delgrossi (* 1932), Sängerin
- Carmen Del Moral (1920–1991), Sängerin und Schauspielerin
- Eduardo Del Piano (1914–1987), Bandoneonist, Arrangeur und Bandleader
- Alfredo Del Río (1932–1978), Sänger
- Silvana Deluigi (* 1960), Sängerin
- Soledad del Valle (* 1950), Sängerin
- Mario Demarco (1917–1970), Bandoneonist, Arrangeur und Komponist
- Lucio Demare (1906–1974), Pianist
- María José Demare (* 1949), Sängerin
- Héctor De Rosas (1931–2015), Sänger
- Horacio Deval (1923–2004), Sänger
- Santiago Devin (1908–1950), Sänger
- Ángel Díaz (1929–1998), Sänger
- Fernando Díaz (1903–1981), Sänger
- Hugo Díaz (1927–1977), Bandoneonist, Komponist und Bandleader
- Luis Díaz (1893–1978), Sänger
- Patrocinio Díaz (1905–1969), Sängerin
- Porfirio Díaz (1912–1993), Akkordeonist, Komponist und Bandleader
- Roberto Díaz (1900–1961), Sänger
- Minotto Di Cicco (1898–1979), Bandoneonist, Komponist und Bandleader
- Luis Di Matteo (* 1934), Bandoneonist, Komponist und Bandleader
- Carlos Di Sarli (1903–1960), Pianist, Komponist und Bandleader
- Joaquín Do Reyes (1905–1987), Bandoneonist, Komponist und Bandleader
- Ángel Domínguez (1918–1974), Bandoneonist, Komponist und Bandleader
- Edgardo Donato (1897–1963), Violinist, Komponist und Bandleader
- Jorge Dragone (1927–2020), Pianist
- Jorge Durán (1924–1989), Sänger
- Carmen Duval (1918–2012), Sängerin
- Hugo Duval (1928–2003), Sänger

## E
- Alberto Echagüe (1909–1987), Sänger und Autor
- Eduardo Espinoza (* 1958), Sänger und Schauspieler
- Genaro Espósito (1886–1944), Pianist, Gitarrist, Bandoneonist, Komponist und Bandleader
- Virgilio Expósito (1924–1997), Pianist und Komponist

## F
- Néstor Fabián (* 1938), Sänger und Schauspieler
- Rosanna Falasca (1953–1983), Sängerin
- Ada Falcón (1905–2002), Sängerin
- Adhelma Falcón (1903–2003), Sängerin
- Jorge Falcón (1949–1987), Sänger
- Andrés Falgás (1916–1995), Sänger
- Ernesto Famá (1908–1984), Sänger
- Domingo Federico (1916–2000), Bandoneonist, Komponist und Bandleader
- Leopoldo Federico (1927–2014), Bandoneonist, Komponist und Bandleader
- Néstor Feria (1894–1948), Sänger und Komponist
- Guillermo Fernández (* 1958), Sänger
- Jorge Argentino Fernández (1915–2002), Bandoneonist, Komponist und Bandleader
- Oscar Ferrari (1924–2008), Sänger
- Agesilao Ferrazzano (1897–1980), Violinist und Komponist
- Nerón Ferrazzano (1903–1977), Cellist, Kontrabassist und Komponist
- Carlos Figari (1913–1994), Pianist, Komponist und Bandleader
- Juan de Dios Filiberto (1885–1964), Komponist und Bandleader
- Francisco Fiorentino (1905–1955), Sänger und Bandoneonist
- Roberto Firpo (1884–1969), Pianist, Komponist und Bandleader
- Roberto Flores (1907–1981), Sänger und Komponist
- Roberto Florio (1929–1993), Sänger
- Roxana Fontán (* 1965), Sängerin
- Magalí Fontana (* 1979), Sängerin
- Manlio Francia (1902–1981), Violinist und Komponist
- Enrique Francini (1916–1978), Violinist, Komponist und Bandleader
- Osvaldo Fresedo (1897–1984), Bandoneonist, Komponist und Bandleader
- Roberto Fugazot (1902–1971), Sänger, Komponist und Schauspieler

## G
- Jacob Gade (1879–1963), Trompeter und Komponist
- Tita Galatro (1914–1988), Sängerin und Schauspielerin
- Rodolfo Galé (1928–1972), Sänger
- Argentino Galván (1913–1960), Violinist, Arrangeur, Komponist und Bandleader
- Carlos Galván (1940–2014), Bandoneonist, Arrangeur und Bandleader
- Guillermo Galvé (* 1946), Sänger
- María Garay (* 1941), Sängerin
- Carlos García (1914–2006), Pianist, Komponist und Bandleader
- José García (1910–2000), Violinist, Komponist und Bandleader
- Carlos Gardel (1890–1935), Sänger, Komponist und Schauspieler
- Raúl Garello (1936–2016), Bandoneonist, Komponist und Bandleader
- Romeo Gavioli (1913–1957), Sänger, Violinist, Komponist und Bandleader
- Carlos Vicente Geroni Flores (1895–1953), Pianist, Violinist, Komponist und Bandleader
- Alfredo Gobbi (1912–1965), Violinist, Komponist und Bandleader
- Alfredo Eusebio Gobbi (1877–1938), Artist, Schauspieler, Sänger, Gitarrist und Tangokomponist
- Flora Gobbi (1883–1952), Sängerin
- Alberto Gómez (1904–1973), Sänger, Komponist und Autor
- Orlando Goñi (1914–1945), Pianist und Bandleader
- Gotan Project, Band
- Roberto Goyeneche (1926–1994), Sänger
- Roberto Emilio Goyeneche (1898–1925), Pianist, Komponist und Bandleader
- María Graña (* 1953), Sängerin
- Vicente Greco (1888–1924), Bandoneonist, Komponist und Bandleader
- Roberto Grela (1913–1992), Gitarrist und Komponist
- Juan Bautista Guido (1898–1945), Bandoneonist, Komponist und Bandleader

## H
- Cristóbal Herreros (1909–2002), Bandoneonist und Komponist

## I
- Adrián Iaies (* 1960), Pianist und Komponist
- Teófilo Ibáñez (1907–1986), Sänger
- Raúl Iriarte (1916–1982), Sänger
- Agustín Irusta (1903–1987), Sänger, Komponist, Schauspieler und Autor

## J
- Hans-Christian Jaenicke (* 1969), Violinist, Arrangeur und Komponist
- Rubén Juárez (1947–2010), Sänger, Bandoneonist und Komponist
- Efim Jourist (1947–2007), Komponist, Akkordeonist und Bajan-Spieler

## K
- Raúl Kaplún (1910–1990), Violinist, Komponist und Bandleader

## L
- Armando Laborde (1922–1996), Sänger
- Carlos Lafuente (1908–1989), Sänger und Komponist
- Libertad Lamarque (1908–2000), Sängerin und Schauspielerin
- Juanita Larrauri (1910–1990), Sängerin
- Oscar Larroca (1922–1976), Sänger
- Patricia Lasala, Sängerin
- Pedro Laurenz (1902–1972), Bandoneonist und Komponist
- Raúl Lavié (* 1937), Sänger und Schauspieler
- Enrique Lear (1939–2011), Sänger
- Amanda Ledesma (1911–2000), Sängerin
- Argentino Ledesma (1928–2004), Sänger
- Nicolás Ledesma, Pianist und Komponist
- Susy Leiva (1933–1966), Sängerin
- Pjotr Leschtschenko (1898–1954), Sänger, Komponist, Bandleader und Arrangeur
- Rodolfo Lesica (1928–1984), Sänger
- Claudia Levy (* 1963); Sängerin
- Carlos Libedinsky (* 1961), Komponist und Produzent
- José Libertella (1933–2004), Bandoneonist, Komponist und Arrangeur
- Daniel Lomuto (1934–1994), Bandoneonist, Arrangeur, Komponist und Bandleader
- Francisco Lomuto (1893–1950), Pianist, Komponist und Bandleader
- Oscar López Ruiz (1938–2021), Pianist, Komponist und Bandleader
- Mario Luna (1935–2004), Sänger
- Sandra Luna (* 1966), Sängerin
- Virginia Luque (1927–2014), Sängerin

## M
- Mabel Mabel (* 1951), Sängerin
- Enrique Maciel (1897–1962), Gitarrist, Bandoneonist und Komponist
- Jorge Maciel (1920–1975), Sänger
- Osmar Maderna (1918–1951), Pianist, Arrangeur, Dirigent und Komponist
- Pedro Maffia (1899–1967), Bandoneonist, Komponist und Bandleader
- Agustín Magaldi (1898–1938), Sänger
- Juan Maglio (1880–1934), Bandoneonist, Komponist und Bandleader
- Antonio Maida (1913–1984), Sänger
- Roberto Maida (1908–1993), Sänger und Autor
- Azucena Maizani (1902–1970), Sängerin, Komponistin und Autorin
- Ricardo Malerba (1905–1974), Bandoneonist, Komponist und Bandleader
- Pascual Mamone (1921–2012), Bandoneonist, Arrangeur, Komponist und Bandleader
- Roberto Mancini (1938–2018), Sänger
- Alberto Mancione (1915–1998), Bandoneonist, Komponist und Bandleader
- Amadeo Mandarino (1913–1996), Sänger
- Osvaldo Manzi (1925–1976), Pianist, Arrangeur, Komponist und Bandleader
- Juan Carlos Marambio Catán (1895–1973), Sänger, Komponist, Autor und Schauspieler
- Hugo Marcel (* 1944), Sänger
- Aníbal Marconi (1937–2015), Sänger
- Néstor Marconi (* 1942), Bandoneonist, Arrangeur und Komponist
- Alfredo Marcucci (1929–2010), Bandoneonist, Dirigent und Arrangeur
- Carlos Marcucci (1903–1957), Bandoneonist, Komponist und Bandleader
- Alberto Marino (1923–1989), Sänger
- Julio Martel (1923–2009), Sänger
- Reynaldo Martín (1944–2012), Sänger
- Ariel Martínez (1940–2019), Bandoneonist und Arrangeur
- José Martínez (1890–1939), Pianist und Komponist
- Alberto Mastra (1909–1976), Sänger, Gitarrist und Komponist
- Gerardo Matos Rodríguez (1897–1948), Pianist und Komponist
- Héctor Mauré (1920–1976), Sänger
- Rodolfo Mederos (* 1940), Bandoneonist, Arrangeur, Komponist und Bandleader
- Orlando Medina (1918–2004), Sänger
- Ana Medrano (* 1955), Sängerin
- Rosita Melo (1897–1981), Pianistin und Komponistin
- Rosendo Mendizábal (1868–1913), Komponist
- María José Mentana (* 1961), Sängerin
- Tita Merello (1904–2002), Sängerin und Schauspielerin
- Lucrecia Merico, Sängerin
- Fernando Miceli (* 1963), Sänger und Komponist
- Juan Carlos Miranda (1917–1999), Sänger
- Nina Miranda (1925–2012), Sängerin und Komponistin
- Unto Mononen (1930–1968), Komponist
- Rosita Montemar (1910–1976), Sängerin
- Miguel Montero (1922–1975), Sänger
- Osvaldo Montes (1934–2014), Bandoneonist und Komponist
- María Estela Monti (* 1969), Sängerin
- Blanca Mooney (1940–1991), Sängerin
- Joaquín Mora (1905–1979), Pianist, Bandoneonist und Komponist
- Alberto Morán (1922–1997), Sänger
- Roxana Morán (* 1965), Sängerin
- Victoria Morán (* 1977), Sängerin
- Lita Morales (?), Sängerin
- Carlos Morel (* 1958), Sänger
- Armando Moreno (1921–1990), Sänger
- Carlos Moreno (1936–2015), Sänger
- Osvaldo Moreno (1912–1988), Sänger
- Pablo Moreno (1923–1980), Sänger
- Mariano Mores (1918–2016), Komponist und Bandleader

## N
- Carlos Nasca (1873–1936), Komponist
- Reynaldo Nichele (1918–1998), Violinist und Komponist
- Miguel Nijensohn (1911–1983), Pianist, Arrangeur, Komponist und Bandleader
- Gustavo Nocetti (1949–2002), Sänger
- Chico Novarro (1933–2023), Sänger, Komponist und Schauspieler

## O
- Quique Ojeda (* 1940), Sänger
- Sabina Olmos (1913–1999), Sängerin und Schauspielerin
- Jorge Omar (1911–1998), Sänger
- Nelly Omar (1911–2013), Sängerin
- Ciriaco Ortiz (1905–1970), Bandoneonist und Komponist
- Jorge Ortiz (1912–1989), Sänger
- Otros Aires, Band

## P
- Héctor Pacheco (1918–2003), Sänger
- Maruja Pacheco Huergo (1916–1983), Pianistin, Sängerin, Komponistin, Autorin und Schauspielerin
- José Luis Padula (1893–1945), Komponist und Bandleader
- Carlos Paiva (* 1940), Sänger
- Héctor Palacios (1909–1987), Sänger, Komponist und Autor
- Anita Palmero (1902–1987), Sängerin
- Julio Pane (1947–2024), Bandoneonist, Arrangeur und Komponist
- Roberto Pansera (1932–2005), Bandoneonist, Organist, Arrangeur und Komponist
- Peregrino Paulos (1889–1921), Violinist, Komponist und Bandleader
- Juan José Paz (1921–1970), Pianist, Arrangeur, Komponist und Bandleader
- Eduardo Pereyra (1900–1973), Pianist und Komponist
- Adolfo Pérez (1897–1977), Bandoneonist, Komponist und Bandleader
- Luis Petrucelli (1903–1941), Bandoneonist und Komponist
- Sebastián Piana (1903–1994), Pianist und Komponist
- Astor Piazzolla (1921–1992), Bandoneonist, Pianist, Arrangeur, Komponist und Bandleader
- Osvaldo Piro (1937–2025), Bandoneonist, Komponist und Bandleader
- Manuel Pizarro (1895–1982), Bandoneonist, Komponist und Bandleader
- Julián Plaza (1928–2003), Pianist, Bandoneonist, Arrangeur und Komponist
- Alberto Podestá (1924–2015), Sänger
- Juan Polito (1908–1981), Pianist, Komponist und Bandleader
- Mario Pomar (1920–1987), Sänger
- Oscar Pometti (* 1962), Sänger und Gitarrist
- Armando Pontier (1917–1985), Bandoneonist, Komponist und Bandleader
- Ernesto Ponzio (1885–1934), Violinist und Komponist
- Carlos Posadas (1874–1918), Violinist, Gitarrist, Pianist, Komponist und Bandleader
- Francisco Pracánico (1898–1971), Pianist, Komponist und Bandleader
- Néstor Prado (* 1937), Sänger
- Alexandra Prusa (* 1955), Sängerin
- Osvaldo Pugliese (1905–1995), Pianist, Komponist und Bandleader
- Cayetano Puglisi (1902–1968), Violinist und Bandleader

## Q
- Horacio Quintana (1920–2007), Sänger und Komponist
- Roberto Quiroga (1911–1965), Sänger und Gitarrist
- Rosita Quiroga (1896–1984), Sängerin

## R
- Donato Racciatti (1918–2000), Bandoneonist, Komponist und Bandleader
- Elías Randal (1920–2005), Komponist und Sänger
- Roberto Ray (1912–1960), Sänger
- José Razzano (1887–1960), Sänger
- Néstor Real (1934–2000), Sänger
- Cristóbal Repetto (* 1979), Sänger und Komponist
- Osvaldo Requena (1931–2010), Pianist und Arrangeur
- Carlos Reyes (1934–1995), Sänger
- Tito Reyes (1928–2007), Sänger
- Gabriel Reynal (1943–2009), Sänger
- Osvaldo Ribó (1927–2015), Sänger
- José Ricardo (1888–1937), Gitarrist und Komponist
- Guillermo Rico (1920–2013), Sänger und Schauspieler
- Susana Rinaldi (* 1935), Sängerin und Schauspielerin
- Marcela Ríos (* 1967), Sängerin
- Gabriel Rivano (* 1958), Komponist und Bandoneonist
- Alberto Rivas (1930–1992), Sänger
- Elsa Rivas (1925–2010), Sängerin
- Osvaldo Rivas (* 1936), Sänger
- Edmundo Rivero (1911–1986), Sänger und Gitarrist
- Zulema Robles (* 1940), Sängerin
- Tito Roccatagliata (1891–1925), Violinist
- Antonio Rodio (1904–1980), Violinist, Komponist und Bandleader
- Antonio Rodríguez Lesende (1905–1979), Sänger
- Enrique Rodríguez (1901–1971), Bandoneonist, Komponist und Bandleader
- Gerardo Matos Rodríguez (1897–1948), Pianist, Komponist und Journalist
- Néstor Rolán (* 1962), Sänger
- Carlos Roldán (1913–1973), Sänger
- Horacio Romo (* 1973), Bandoneonist
- José Luis Roncallo (1875–1954), Pianist, Komponist und Bandleader
- Rafael Rossi (1896–1982), Bandoneonist, Komponist und Bandleader
- Francisco Rotundo (1919–1997), Pianist, Komponist und Bandleader
- Eduardo Rovira (1925–1980), Bandoneonist, Arrangeur, Komponist und Bandleader
- Roberto Rufino (1922–1999), Sänger
- Floreal Ruiz (1916–1978), Sänger
- Ricardo Ruiz (1914–1976), Sänger

## S
- Enrique Saborido (1877–1941), Komponist und Tänzer
- Alfredo Sáez (* 1958), Sänger und Gitarrist
- Tetsu Saitō (1955–2019), Kontrabassist
- Mario Saladino (* 1944), Sänger
- Fulvio Salamanca (1921–1999), Pianist, Arrangeur, Komponist und Bandleader
- Horacio Salgán (1916–2016), Pianist, Komponist und Bandleader
- Hernán Salinas (1956–2003), Sänger
- Dino Saluzzi (* 1935), Bandoneonist, Komponist und Bandleader
- Juan Sánchez Gorio (1920–1979), Bandoneonist, Komponist und Bandleader
- Domingo Santa Cruz (1884–1931), Bandoneonist, Komponist und Bandleader
- Florindo Sassone (1912–1982), Violinist, Komponist und Bandleader
- Antonio Scatasso (1886–1956), Bandoneonist, Komponist und Bandleader
- Rodolfo Sciammarella (1902–1973), Komponist und Dichter
- Federico Scorticati (1912–1998), Bandoneonist und Komponist
- Oscar Serpa (1919–1982), Sänger und Gitarrist
- Mercedes Simone (1904–1990), Sängerin, Komponistin und Lyrikerin
- Jorge Sobral (1931–2005), Sänger
- Alberto Soifer (1907–1977), Pianist und Komponist
- Alba Solís (1927–2016), Sängerin und Schauspielerin
- Diego Solís (* 1958), Sänger
- Julio Sosa (1926–1964), Sänger
- Ismael Spitalnik (1919–1999), Bandoneonist, Arrangeur, Komponist und Bandleader
- Atilio Stampone (1926–2022), Pianist, Arrangeur, Komponist und Bandleader
- Héctor Stamponi (1916–1997), Pianist, Arrangeur und Komponist
- Luis Stazo (1930–2016), Bandoneonist, Arrangeur, Komponist und Bandleader
- Fernando Suárez Paz (1941–2020), Geiger und Bandleader
- Manuel Sucher (1913–1971), Pianist und Komponist
- Antonio Sureda (1904–1951), Bandoneonist und Komponist

## T
- Tango Amoratado, Duo
- Tania (1894–1999), Sängerin
- Ricardo Tanturi (1905–1973), Pianist, Komponist und Bandleader
- Luis Teisseire (1883–1960), Komponist und Dichter
- Reijo Taipale (1940–2019), Sänger
- Fernando Tell (1921–1995), Bandoneonist und Komponist
- Bernardino Terés (1882–1969), Pianist, Komponist und Theaterdirektor
- Linda Thelma (1884–1939), Sängerin
- Leopoldo Thompson (1890–1925), Kontrabassist
- Juan Carlos Thorry (1908–2000), Sänger und Autor
- José Tinelli (1911–1960), Pianist, Komponist und Bandleader
- Miguel Tornquist (1873–1908), Pianist und Komponist
- Aníbal Troilo (1914–1975), Bandoneonist, Komponist und Bandleader
- Javier Tucat Moreno  (* 1973), Pianist, Komponist, Arrangeur, Lehrer

## V
- Jorge Valdez (1932–2002), Sänger und Komponist
- Enzo Valentino (1919–2015), Sänger
- Guido Vanzina Pacheco (1893–1940), Pianist und Komponist
- Elvino Vardaro (1905–1971), Violinist
- Adriana Varela (* 1952), Sängerin
- Carlos Varela (* 1963), Sänger
- Héctor Varela (1914–1987), Bandoneonist, Arrangeur, Komponist und Bandleader
- Ángel Vargas (1904–1959), Sänger
- Juan Vasallo (1927–1995), Kontrabassist
- Nelly Vázquez (* 1937), Sängerin
- Virginia Vera (1898–1949), Sängerin, Gitarristin, Komponistin und Schauspielerin
- Virginia Verónica (* 1970), Sängerin
- Orlando Verri (1923–1999), Sänger
- Carlos Vidal (1926–1981), Sänger
- Jorge Vidal (1924–2010), Sänger, Komponist und Autor
- Alberto Vila (1903–1981), Sänger und Schauspieler
- Ángel Villoldo (1861–1919), Komponist und Dichter
- Carlos Viván (1903–1971), Sänger und Komponist

## Y
- Walter Yonsky (1937–2002), Sänger

## Z
- Roberto Zerrillo (1902–1955), Violinist, Komponist und Bandleader